# Wojciech Milewski

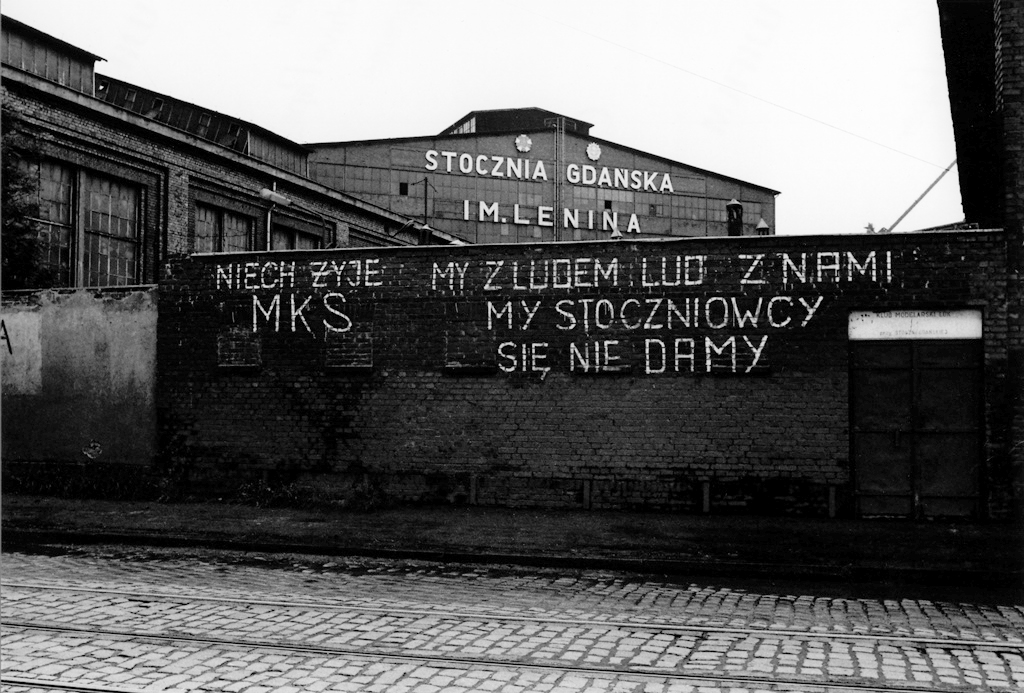
Stocznia Gdańska; Foto: Wojciech Milewski

Wojciech Milewski (ur. 21 sierpnia 1936 w Warszawie) – polski artysta fotograf, uhonorowany tytułem Artiste FIAP (AFIAP). Członek Zarządu i członek honorowy Gdańskiego Towarzystwa Fotograficznego.

## Życiorys
Syn Wiesława, uczestnika wojny obronnej w 1920. W latach 1955–1960 studiował (bez powodzenia) na wydziałach chemicznych Politechniki Łódzkiej, Politechniki Szczecińskiej i Politechniki Wrocławskiej. W 1955 roku praktykował jako laborant badający światłoczułość materiałów fotograficznych w Bydgoskich Zakładach Fotochemicznych. Od 1957 roku zajmuje się fotografią artystyczną. Od października 1962 do sierpnia 1964 roku był nauczycielem fotografii w Technikum Fotograficznym i Przetwórstwa Tworzyw Sztucznych w Łodzi. W 1965 roku pełnił funkcję asystenta operatora filmowego w Wytwórni Filmów Oświatowych. Od grudnia 1967 do czerwca 1969 roku był instruktorem fotografii w Łódzkim Domu Kultury.
Od 1970 roku mieszka na Wybrzeżu, gdzie pracował w latach 1970–1977 jako fotograf w Centrum Techniki Okrętowej w Gdańsku, w latach 1977–1984 jako specjalista ds. fotografii i filmu w Ośrodku Doskonalenia Kadr Kierowniczych w Gdańsku. W latach 1984–1990 prowadził zakład fotograficzny, w latach 1990–1992 był starszym instruktorem fotografii w Wojewódzkim Ośrodku Kultury w Gdańsku. W latach 1990–1992 był fotografem Prezydenta RP – Lecha Wałęsy.
Od 1972 roku był działaczem Gdańskiego Towarzystwa Fotograficznego, w latach 1973–1986 członkiem Komisji Artystycznej GTF, w latach 1986–1988 był wiceprezesem do spraw artystycznych GTF, w latach 1988–1990 prezesem Zarządu GTF, od 1989 członkiem honorowym GTF. Od 1974 roku jest instruktorem fotografii kategorii S, od 1982 roku jest mistrzem fotografii.
Jest autorem i współautorem wielu wystaw fotograficznych; indywidualnych i zbiorowych, krajowych i międzynarodowych, m.in. organizowanych pod patronatem FIAP (Francja, Niemcy, Brazylia, Japonia, USA, Australia, Czechosłowacja, Włochy, Węgry, Hiszpania, Cejlon, Indie, Hongkong, ZSRR). Jest autorem dwóch wystaw towarzyszących I Krajowemu Zjazdowi Delegatów NSZZ „Solidarność” w 1981 roku, w Gdańsku. Jest uczestnikiem licznych plenerów fotograficznych, uczestnikiem i laureatem konkursów fotograficznych.
Wojciech Milewski w 1980 roku został uhonorowany tytułem Artiste FIAP (AFIAP), nadanym przez Międzynarodową Federację Sztuki Fotograficznej FIAP. W 2013 roku otrzymał stypendium Marszałka Województwa Pomorskiego – dofinansowanie projektu archiwizacji ok. pół miliona swoich zdjęć, dokumentujących historię „Solidarności”.
24 kwietnia 1971 poślubił Elżbietę z domu Ciastek, instruktorkę kultury. Jego córką jest pisarka i tłumaczka Monika Milewska. 
Fotografie Wojciecha Milewskiego znajdują się w zbiorach Archiwum Fotograficznego Europejskiego Centrum Solidarności.

## Wystawy indywidualne
- Klub Architektów (Gdańsk 1971)
- Łódzki Dom Kultury (Łódź 1973)
- Klub Morski (Gdynia 1981)
- Łódzki Dom Kultury (Łódź 1981)
- Biuro Wystaw Artystycznych “Graffiti” (Gdańsk 1981)
- Ratusz Miasteczka Ekologicznego (Hamburg 1992)
- Politycy (Bydgoszcz, Gdańsk, Poznań 2003)
- Solidarność 1980–2003 (Rostock 2003)
- Dotknięcie Mroku (Bydgoszcz, Gdańsk 2004)
- Sierpień ‘80 w fotografii artystycznej (Gdańsk 2005)
- 25 lat Solidarności (Gdańsk 2005)
- Spotkania Ojca Świętego Jana Pawła II z Ojczyzną (Gdańsk, Słupsk, Warszawa, Wrocław 2006)
- Co nam dała Solidarność (Gdańsk 2010, Jelenia Góra 2014, Gdańsk Sobieszewo 2014)[12]

## Nagrody i wyróżnienia
- główna nagroda w konkursie „Szczecin zawsze polski” (1958)
- złoty medal na Ogólnopolskiej Wystawie Fotografii Artystycznej w Piekarach Śląskich (1973)
- nagroda główna Salonu Artystycznego w Gdańsku (1979)
- srebrny medal na wystawie FotoExpo Poznań (1981)
- tytuł Człowieka Roku 1987 przyznany przez Gdańskie Towarzystwo Przyjaciół Sztuki w uznaniu jego dorobku wystawienniczego (1988)
- Medal 150-lecia Fotografii (1989)
- Srebrna Odznaka Honorowa Federacji Amatorskich Stowarzyszeń Fotograficznych w Polsce (1989)
- Nagroda Prezydenta Miasta Gdańska w Dziedzinie Kultury z okazji jubileuszu 50-lecia pracy artystycznej (2007)[27]
- Nagroda Specjalna Marszałka Województwa Pomorskiego za wybitne zasługi w dziedzinie twórczości artystycznej, w tym za wkład w dokumentowanie historii Solidarności (2016)

Źródło:.